# Maciej Płaza
Maciej Płaza (sinh ngày 16 tháng 12 năm 1976 tại Opinogóra) là một nhà văn và dịch giả người Ba Lan.

## Sự nghiệp
Maciej Płaza tốt nghiệp bằng Tiến sĩ về nghiên cứu văn học tại Đại học Maria Curie-Skłodowska ở Lublin. Anh giành được "Giải thưởng văn học thế giới" cho bản dịch tuyển tập truyện ngắn The Dunwich Horror và Những câu chuyện đáng sợ khác của nhà văn người Mỹ H.P. Lovecraft. Anh cũng được đề cử "Giải thưởng tác phẩm dịch thuật The Tadeusz Boy-Żeleński" cho bản dịch tiểu thuyết The Hill of Dreams của nhà văn xứ Wales Arthur Machen.
Năm 2016, Płaza nhận "Giải thưởng văn học Gdynia" và "Giải thưởng Kościelski", và  đề cử cho giải thưởng văn học Ba Lan "Giải thưởng Nike" cho tập truyện mang tên Skoruń. Năm 2018, anh giành được "Giải thưởng Angelus" cho cuốn tiểu thuyết Robinson in Bolechów và trở thành nhà văn Ba Lan đầu tiên làm được điều này.

## Tác phẩm

### Tác phẩm học thuật
- O poznaniu w twórczości Stanisława Lema, Wydawnictwo Uniwersytetu Wrocławskiego, Wrocław, 2006

### Tiểu thuyết
- Skoruń, Wydawnictwo W.A.B., Warsaw, 2015
- Robinson w Bolechowie, Wydawnictwo W.A.B., Warsaw, 2017
- Golem, Wydawnictwo W.A.B., Warszaw 2021

### Bản dịch
- Christos Tsiolkas, Martwa Europa, Replika, Poznań, 2010
- Fredric Jameson, Archeologie przyszłości: pragnienie zwane utopią i inne fantazje naukowe, Wydawnictwo Uniwersytetu Jagiellońskiego, Kraków, 2011 (co-author)
- Fredric Jameson, Postmodernizm czyli Logika kulturowa późnego kapitalizmu, Wydawnictwo Uniwersytetu Jagiellońskiego, Kraków, 2011
- Brian McHale, Powieść postmodernistyczna, Wydawnictwo Uniwersytetu Jagiellońskiego, Kraków, 2011
- H.P. Lovecraft, Zgroza w Dunwich i inne przerażające opowieści, Vesper, Poznań, 2012
- H.P. Lovecraft, Przyszła na Sarnath zagłada: opowieści niesamowite i fantastyczne, Vesper, Czerwonak, 2016
- Mary Shelley, Frankenstein czyli Współczesny Prometeusz, Vesper, Czerwonak, 2013
- Jenny Diski, Lata sześćdziesiąte, Officyna, Łódź, 2013
- Kenneth Grahame, O czym szumią wierzby, Vesper, Poznań, 2014
- Mark Helprin, Zimowa opowieść, Wydawnictwo Otwarte, Kraków, 2014, (co-author)
- Mark Helprin, Pamiętnik z mrówkoszczelnej kasety, Wydawnictwo Otwarte, Kraków, 2014
- Marjorie Perloff, Ostrze ironii: modernizm w cieniu monarchii habsburskiej, Ossolineum, Wrocław, 2018
- DeSales Harrison, Zostaw ten świat pełen płaczu, Marginesy, Warszawa, 2019
- Arthur Machen, Wzgórze przyśnień, PIW, Warszawa, 2020